# Station Great Coates
Great Coates is een spoorwegstation van National Rail in Great Coates, North East Lincolnshire in Engeland. Het station is eigendom van Network Rail en wordt beheerd door Northern Rail. 